# Rajmond Debevec
Rajmond Debevec (ur. 29 marca 1963 w Postojnie) – słoweński strzelec sportowy, złoty i dwukrotnie brązowy medalista igrzysk olimpijskich, mistrz świata.

## Mistrzostwa świata
Brązowy medalista mistrzostw świata w Barcelonie w 1998 roku w konkurencji karabinu na 50 metrów w trzech pozycjach i osiem lat wcześniej, w Moskwie (w barwach Jugosławii) w konkurencji karabin pneumatyczny 10 m.
Złoty medal mistrzostw świata w Lahti w 2002 roku w konkurencji – karabin 300 metrów trzy pozycje. Jego wynik wyniósł 1168 punktów i wyprzedził Amerykanina Erica Uptagraffta o trzy punkty. Na tych samych mistrzostwach zdobył medal srebrny w konkurencji karabinu, leżąc na 50 metrów (698,8 punktów).
W mistrzostwach zorganizowanych w Zagrzebiu w 2006 roku zdobył brązowy medal z wynikiem 598 punktów (do złota zabrakło mu jednego  punktu: srebrny Peter Sidi (599 pkt.), złoty Lubos Opelka (599 pkt.).

## Występy na igrzyskach olimpijskich
Na igrzyskach zadebiutował w 1984 w Los Angeles. W strzelaniu z karabinu pneumatycznego zajął 12. miejsce z wynikiem 580 punktów, wspólnie z dwoma innym zawodnikami, a konkurencji strzelania z karabinu na dystansie 50 metrów z trzech pozycji był 20 z wynikiem 1140.
W 1988 w Seulu wystąpił tylko w jednej konkurencji – karabinu pneumatycznego. Zajął 25. miejsce z wynikiem 585 punktów, tracąc pięć punktów do ósmego miejsca, które dawało awans do ścisłego finału. Zawody te wygrał jego ówczesny rodak, Jugosłowianin, Goran Maksimović.
W 1992 w Barcelonie zajął szóste miejsce w konkurencji karabinu 50 metrów w trzech pozycjach (1167 punktów w kwalifikacjach co dawało mu 6. miejsce i 95,6 punktów w finale). Startował również w zawodach z karabinu na 50 metrów w pozycji leżącej zajmując 18. miejsce. Dziewiąte miejsce zajął w konkurencji karabinu pneumatycznego. Zabrakło mu wtedy 1 punktu aby dostać się do ścisłego finału.
W Atlancie w 1996 roku zajął szóste miejsce w zawodach w karabinie pneumatycznym (591 punktów w kwalifikacjach co dawało mu 4. miejsce i 101,1 w finale). Zajął 9. miejsce w konkurencji karabinie na 50 metrów leżąc (596 punktów). To samo miejsce zajął w zawodach w karabinie 50 metrów w trzech pozycjach (1166 punktów).
Igrzyska w Sydney zakończyły się jak do tej pory jego największym sukcesem w karierze. 23 września 2000 roku wygrał zawody w karabinie na 50 metrów w trzech pozycjach. W kwalifikacjach strzelał: w pozycji leżącej – 397 pkt, w pozycji stojącej – 388 pkt, w pozycji klęczącej – 392 pkt. Dało mu to 1177 punktów  w kwalifikacjach co oznaczało dobicie rekordu olimpijskiego i prowadzenie nad Norwegiem, Haraldem Stenvaagiem o 2 punkty. W finale Uzyskał notę 98,1 punktu i chociaż finału nie wygrał, swoją przewagę utrzymał i został mistrzem olimpijskim, drugim wtedy, a jednym z trzech w historii Słowenii mistrzów olimpijskich.
Na tych samych igrzyskach zajął również 9. miejsce (591 punktów) w strzelaniu z karabinu pneumatycznego i 19. miejsce w zawodach karabinu w pozycji leżącej (593 punkty).
W 2004 w Atenach zajął 4. miejsce w strzelaniu z karabinu w trzech pozycjach (1166 punktów w kwalifikacjach co dawało mu 5. miejsce i 96,6 punktu w finale co przesunęło go o jedną pozycję). Zabrakło mu do brązowego medalu 0,2 punktu. Zajął również 9. miejsce w zawodach z karabinu w pozycji leżącej (594 punkty) i 29. miejsce w konkurencji karabinu pneumatycznego (589 punktów).
Igrzyska w Pekinie przyniosły mu drugi medal olimpijski znów w tej samej co w Sydney – karabin w trzech pozycjach. Tym razem był to brąz. Do złotego medalisty, Chińczyka Qiu Jian stracił 0,8 punktu. W kwalifikacjach zajął pierwsze miejsce z wynikiem 1176 punktów w finale. jednak uzyskał wynik 95,7. co dało mu łączny rezultat 1271,7 pkt. Na tych samych igrzyskach startował również w zawodach w karabinie leżąc – 21. miejsce, oraz w karabinie pneumatycznym – 31. miejsce.
| Konkurencja                      | 1984             | 1988            | 1992                 | 1996                 | 2000            | 2004                 | 2008            | 2012             |
| -------------------------------- | ---------------- | --------------- | -------------------- | -------------------- | --------------- | -------------------- | --------------- | ---------------- |
| Karabin 50 metrów – trzy pozycje | 20. miejsce 1140 | —               | 6. miejsce 1167+95.6 | 9. miejsce 1166      | Złoto 1177+98.1 | 4. miejsce 1166+96.6 | Brąz 1176+95.7  | 27. miejsce 1161 |
| Karabin 50 metrów – leżąc        | —                | —               | 18. miejsce 594      | 9. miejsce 596       | 19. miejsce 593 | 9. miejsce 594       | 21. miejsce 592 | Brąz 701         |
| Karabin pneumatyczny 10 metrów   | 12. miejsce 580  | 25. miejsce 585 | 9. miejsce 589       | 6. miejsce 591+101.1 | 9. miejsce 591  | 29. miejsce 589      | 31. miejsce 589 | —                |

## Obecne rekordy świata
| Obecne rekordy świata w konkurencji karabinu w trzech pozycjach na 50 metrów | Obecne rekordy świata w konkurencji karabinu w trzech pozycjach na 50 metrów | Obecne rekordy świata w konkurencji karabinu w trzech pozycjach na 50 metrów | Obecne rekordy świata w konkurencji karabinu w trzech pozycjach na 50 metrów | Obecne rekordy świata w konkurencji karabinu w trzech pozycjach na 50 metrów | Obecne rekordy świata w konkurencji karabinu w trzech pozycjach na 50 metrów |
| ---------------------------------------------------------------------------- | ---------------------------------------------------------------------------- | ---------------------------------------------------------------------------- | ---------------------------------------------------------------------------- | ---------------------------------------------------------------------------- | ---------------------------------------------------------------------------- |
| Kwalifikacje                                                                 | 1186                                                                         | Rajmond Debevec                                                              | 29 sierpnia 1992                                                             | Monachium                                                                    |                                                                              |
| Ogólny                                                                       | 1287,9                                                                       | Rajmond Debevec (1186+101,9)                                                 | 29 sierpnia 1992                                                             | Monachium                                                                    |                                                                              |